# Imed Mhadhebi
Imed Mhadhebi ou Mhadhbi, ou, ainda, Mhedhebi (em árabe: عماد مهيدبي‎; Ben Arous, 22 de março de 1976) é um ex-futebolista tunisiano que atuou na Copa do Mundo FIFA de 2002.

## Títulos
Tunísia
- Campeonato Africano das Nações: 2004